# الهام
الهام، عبارت است از حالتی که مفهومی در قوای ادراکی انسان وارد می‌شود. در لغت به معنای در دل افکندن و فروخوردن است. و در اصطلاح به معنای القا و افکندن معنا و معرفتی از راه فیض الهی است.

## الهام به مثابه نام و شهرت
همچنین الهام نامی برای پسران و دختران و نیز یک نام خانوادگی‌ست. به معنای در دل افکندن، وحی و سروش است. افراد شاخص با این نام از این قرارند:

## نام کوچک
- الهام علی‌اف، رئیس جمهور کنونی جمهوری آذربایجان
- الهام قنبراف، بازیکن فوتبال
- الهام یدالله‌اف، بازیکن فوتبال اهل جمهوری آذربایجان
- الهام عبدالله‌یف، آهنگساز آذربایجانی
- الهام حمیدی، بازیگر ایرانی
- الهام پاوه نژاد، بازیگر ایرانی
- الهام غفوری، تهیه‌کننده ایرانی و همسر سیروس مقدم
- الهام کردا، بازیگر ایرانی
- الهام چرخنده، بازیگر ایرانی
- الهام صفوی‌زاده، مجری رادیو و تلویزیون
- الهام امین‌زاده، حقوقدان و سیاستمدار زن ایرانی و معاون حقوقی رئیس جمهور ایران
- الهام‌السادات اصغری، شناگر ایرانی
- ابوالقاسم لاهوتی (میرزا احمد الهام)، شاعر ایرانی

## نام خانوادگی
- غلامحسین الهام، حقوقدان، مدرس دانشگاه و سیاستمدار اهل ایران